# 대신여자중학교
대신여자중학교(大新女子中學校)는 대한민국 부산광역시 서구 동대신동2가에 있는 사립 중학교이다.

## 학교 연혁
- 1964년 12월 5일 : 각학년 5학급으로 인가 받음
- 1965년 3월 6일 : 제1학년 모집 개교
- 1966년 6월 1일 : 초대 이규섭 교장 취임
- 1968년 2월 25일 : 제1회 졸업식
- 1979년 10월 2일 : 부여상학원에서 분리, 강제학원 설립
- 1992년 3월 1일 : 학칙 변경(각학년 10학급)
- 2023년 3월 1일 : 제18대 손영목 교장 취임
- 2025년 2월 6일 : 제58회 졸업식(졸업생 111명, 누계 24,243명)
- 2025년 3월 4일 : 제61회 입학식(5학급 126명)

## 참고 자료
- 대신여자중학교 - 한국교육학술정보원 학교알리미